# Ellen Shumsky
Ellen Shumsky es una activista feminista lesbiana, fotógrafa, psicoterapeuta, profesora de psicoanálisis y escritora estadounidense.

## Trayectoria
Shumsky estudió en el Brooklyn College y en 1964 se licenció en Filosofía y Letras en el Instituto Pratt.
En 1970, formó parte de Lavender Menace,  y participó en la marcha del Día de la Liberación de la Calle Cristopher. También fue una de las fundadoras de Radicalesbians y una de las autoras del manifiesto feminista lesbiano de 1970, The Woman-Identified Woman, escrito por dicho movimiento, que firmó bajo el nombre de Ellen Bedoz. Trabajó como fotoperiodista en el periódico del Frente de Liberación Gay.
En 1996, Shumsky obtuvo un máster en psicoterapia psicoanalítica de la Universidad de Stony Brook.
Fotografió los movimientos feministas, de liberación gay, lésbicos y contraculturales. En 2009, una selección de su obra se publicó bajo el nombre Portrait of a Decade, 1968-1978: Photographs, y se expuso en espacios como el Lesbian, Gay, Bisexual & Transgender Community Center de Nueva York. Su trabajo fotográfico se muestra en los documentales After Stonewall (1999) y La muerte y vida de Marsha P. Johnson (2017).
Shumsky apareció en el documental de historia del feminismo en Estados Unidos del 2014, She's Beautiful When She's Angry, y en 2016, en la serie documental Generación X de National Geographic.
Como psicoterapeuta ejerce de manera privada en Nueva York y es miembro de la facultad y líder del Instituto de Psicoterapia Contemporánea (ICP) y del Centro de Estudios de Psicoterapia Psicoanalítica.